# Sousa chinensis
Delfinul alb chinezesc (Sousa chinensis), cunoscut și sub denumirea de delfinul alb-cu-cocoașă, sau colocvial, delfinul roz este o specie de delfini.

## Caractere morfologice
Delfinii albi chinezești au o culoare unică. Aproape negri la naștere, delfinii maturi ajung gri-deschis, iar în cele din urmă se schimbă până ajung la culoarea lor roz-pal. Cresc până la 3 m și pot trăi până la 40 de ani. 

## Răspândire
Delfinii albi chinezești trăiesc de-a lungul țărmurilor, de multe ori la gurile râurilor sau în apropierea pădurilor de mangrove. Ei fac parte din una din cele 80 de specii, cetacee care se găsesc în număr mic și ajung în apele din Australia, Africa de Sud și de-a lungul costei chineze, până la râul Yangtze. 

## Populație
Cercetătorii marini din Hong Kong estimează că numărul delfinilor albi chinezești care trăiesc în delta Râului Perlei, ale cărei ape sălcii oferă un mediu ideal pentru aceștia , este de aproximativ 1000 , iar între 100 și 200 trăiesc în apele Hong Kongului, mai mult în apele din nordul Insulei Lantau.